# Vega Chica
La Vega Chica es un mercado ubicado en la comuna de Recoleta, ciudad de Santiago, Chile, entre la Vega Central hacia el norte y el Mercado de Abasto Tirso de Molina por el sur. Alberga varios locales de gastronomía chilena y peruana, además de puntos de venta de carne, utensilios de cocina y para la despensa.
El mercado nació en 1948, cuando comerciantes minoristas se instalaron en las antiguas caballerizas y galpones de reparación y mantenimiento de los tranvías de Santiago operados por la Empresa del Ferrocarril Urbano, quienes desocuparon dichos terrenos a fines del siglo XIX pasando a ser utilizados por la Segunda Compañía del Cuerpo de Bomberos de Santiago.